# Massimiliano Saccani
Massimiliano Saccani, detto Max (Mantova, 24 novembre 1967) è un ex arbitro di calcio italiano.

## Carriera
Appartenente alla Sezione AIA di Mantova, dopo essere approdato alla Commissione Arbitri Nazionale C nel 1995, totalizzando un bilancio di 42 presenze in serie C1 (a cui si deve aggiungere una finale di play-off della serie C2), nel 1999 viene promosso alla Commissione Arbitri Nazionale A e B, per decisione dell'allora designatore Pierluigi Pairetto. Nel febbraio del 2000, corona il sogno di esordire in serie A, in occasione della difficile partita allo Stadio Oreste Granillo di Reggio Calabria tra Reggina e Bologna.
Al minuto 89 dell'incontro Lecce-Udinese, valido per la penultima giornata del combattuto campionato di Serie A 2001-2002, assegna un rigore ai friulani per un presunto fallo subito da David Di Michele, che il giocatore riconosce come inesistente al termine della partita. La controversa assegnazione del rigore, convertito in rete dallo stesso Di Michele, consente all'Udinese di vincere l'incontro ed evitare la retrocessione in Serie B con una giornata d'anticipo.
Nel maggio 2007, arriva la consacrazione con la designazione per la finale di andata della partita di Coppa Italia Roma-Inter, mentre nell'agosto 2008 viene ancora una volta chiamato a dirigere la finale di Supercoppa italiana tra Inter-Roma. La Gazzetta dello sport lo incorona miglior arbitro della stagione sportiva 2007/08.
Nella 24ª giornata di campionato Serie A 2008-2009, durante il ventesimo del secondo tempo della gara Lazio-Torino terminata 1-1, l'arbitro Saccani viene messo ko da un forte tiro del laziale Aleksandar Kolarov che lo ha colpito in pieno volto. Subito soccorso, il direttore di gara ha ripreso regolarmente ad arbitrare il match.
Nel luglio 2009 avrebbe dovuto terminare la propria esperienza alla CAN A/B, avendo raggiunto il decimo e ultimo anno di permanenza possibile per coloro che non diventano internazionali, ma per essersi distinto nel corso della stagione gli viene concessa la deroga di un ulteriore anno.
Pur non essendo internazionale, e probabilmente anche come gratifica per la sua lunga esperienza, nella stagione 2009-2010 viene designato in più di un'occasione come arbitro addizionale (il cosiddetto arbitro di porta), nelle partite della fase a gironi dell'Europa League, le quali prevedono questo esperimento con due ufficiali di gara sistemati dietro le porte per verificare meglio eventuali situazioni dubbie proprio in area di rigore.
Il 16 aprile 2010 ha presentato le proprie dimissioni dall'Associazione Italiana Arbitri.. Saccani lascia con un consuntivo finale di 133 presenze in Serie A, tra cui due "classiche" come Juventus-Roma nella stagione 2007-2008 e Juventus-Inter nella stagione 2009-2010.
Il 3 luglio 2010 viene dismesso su sua richiesta dalla CAN A/B.
Negli anni duemilaventi è il moviolista de La Domenica Sportiva, di 90º minuto e di  90esimo Minuto di Sabato.